# Barry Callebaut
Barry Callebaut is de grootste chocoladefabrikant ter wereld. Het bedrijf werd opgericht via een fusie tussen de Belgische onderneming Callebaut en het Franse Cacao Barry. Het is nu gevestigd in Zürich, Zwitserland, en is actief in dertig landen. Het werd opgericht in zijn huidige vorm door Klaus Johann Jacobs. 

## Activiteiten
De onderneming verkocht in het gebroken boekjaar 2022/23 zo'n 2,3 miljoen ton aan chocoladeproducten. Barry Callebauts klantenbestand bestaat uit multinationals, nationale merkproducten en ambachtelijke gebruikers van chocolade (chocolatiers, patissiers, bakkers en cateraars). Europa en Noord-Amerika zijn de belangrijkste afzetmarkten, hier wordt ongeveer twee derde van de omzet behaald. De belangrijkste merknamen van het bedrijf zijn: Van Houten, Caprimo, Bensdorp, Le Royal en Satro Quality Drinks.
Naast de fabricage doet het bedrijf ook onderzoek naar chocoladerecepten: in de afgelopen jaren hebben zij bijvoorbeeld tandvriendelijke chocolade gelanceerd: chocolade met een hoog niveau van antioxidanten (verkocht onder de merknaam Acticoa). Het onderzoekscentrum ligt in de Belgische gemeente Wieze. In oktober 2021 werd een groot distributiecentrum geopend in Lokeren, dit heeft een investering gevergd van 100 miljoen euro.
Barry Callebaut heeft 66 productie-vestigingen in meer dan 30 landen en de producten worden verkocht in zo'n 140 landen. In het boekjaar 2022/23 telde het bedrijf ruim 13.000 medewerkers en had een jaaromzet van 8,5 miljard Zwitserse frank. De belangrijkste grondstoffen die het verwerkt zijn cacaobonen, suiker en melkpoeder. Het boekjaar loopt van 1 september tot en met 31 augustus. De onderstaande figuur geeft een overzicht van cruciale operationele en financiële gegevens van de onderneming.
| Jaar    | Verwerkte cacaobonen (×1000 ton) | Verkoopvolume (×1000 ton) | Totale omzet | Nettowinst (excl buitengewone posten) | Aantal werknemers |
| ------- | -------------------------------- | ------------------------- | ------------ | ------------------------------------- | ----------------- |
| 2006/07 | 442                              | 1059                      | 4107         | 207                                   | 7592              |
| 2007/08 | 471                              | 1166                      | 4815         | 209                                   | 7281              |
| 2008/09 | 542                              | 1214                      | 4880         | 227                                   | 7525              |
| 2009/10 | 570                              |                           | 4524         | 238                                   | 7550              |
| 2010/11 | 538                              | 1296                      | 4554         | 259                                   | 5972              |
| 2011/12 | 574                              | 1379                      | 4829         | 241                                   | 6100              |
| 2012/13 | 671                              | 1536                      | 4884         | 230                                   | 8658              |
| 2013/14 | 941                              | 1717                      | 5866         | 255                                   | 9319              |
| 2014/15 | 926                              | 1795                      | 6242         | 240                                   | 9430              |
| 2015/16 | 898                              | 1834                      | 6677         | 219                                   | 9898              |
| 2016/17 | 926                              | 1914                      | 6805         | 263                                   | 10.528            |
| 2017/18 | 956                              | 2036                      | 6948         | 357                                   | 11.570            |
| 2018/19 | 1002                             | 2140                      | 7309         | 395                                   | 12.257            |
| 2019/20 | 983                              | 2096                      | 6893         | 319                                   | 12.335            |
| 2020/21 | 988                              | 2192                      | 7208         | 385                                   | 12.783            |
| 2021/22 | 1000                             | 2307                      | 8092         | 429                                   | 13.418            |
| 2022/23 | 991                              | 2281                      | 8471         | 443                                   | 13.754            |

De aandelen van het bedrijf staan genoteerd op de Zwitserse aandelenbeurs. Per 31 augustus 2019 waren de grootste aandeelhouders Jacobs Holding AG, met een belang van 40,1%, en Renata Jacobs (5,0%). In november 2019 verkocht Jacobs Holdings AG zo'n 10% van zijn belang waarmee de free float op de beurs is gestegen van 42,5% naar 54,9%.

## Geschiedenis
Cacao Barry werd opgericht door Charles Barry in Frankrijk in 1842. De oprichter van het bedrijf reisde naar Afrika op zoek naar een selectie van cacaobonen, die hem in staat zou stellen om chocolade te maken. Alexandre Lacarré nam in 1923 de leiding over en voerde een aantal ambitieuze projecten door. In 1963 creëerde het bedrijf "Baking Sticks" en tegelijkertijd de chocoladecroissant ("pain au chocolat"). 
Callebaut was een Belgisch bedrijf, opgericht in 1850 door Eugenius Callebaut en begon als een brouwerij in Wieze, België, waar anno 2021 ook het onderzoekscentrum is gevestigd. De brouwerij begon met de productie van chocoladerepen in 1911 en stapte snel volledig over op de productie van chocolade.

### Fusie van Cacao Barry en Callebaut
In 1996 hebben de Belgische chocoladeproducent Callebaut en het Franse Cacao Barry Chocolate Company hun krachten gebundeld, waardoor een nieuw bedrijf ontstond: Barry Callebaut. Het bedrijf zette in op groei door middel van overnames en activiteiten te starten in landen waar het geen vestigingen had.  

#### Overnames en belangrijke investeringen
- 1999 Overname van Carma AG in Zwitserland
- 2002 Overname van de Stollwerck Groep in Duitsland
- 2003 Overname van de Nederlandse groep Graverboom BV (met inbegrip van Luijckx BV)
- 2004 Overname van de automatenmix-activiteiten van AM Foods in Zweden
- 2004 Opening van een verkoopkantoor in Tokio,  Japan
- 2005 Opening van een chocoladefabriek in Californië,  Verenigde Staten
- 2007 Opening van een chocoladefabriek in Tsjechov (bij Moskou),  Rusland
- 2007 Ondertekening van grote outsourcing-overeenkomsten met Nestle, Hershey's en Cadbury
- 2007 Overname in 2007 van een cacao-fabriek in Pennsylvania;  Verenigde Staten
- 2008 Opening van een chocoladefabriek in Suzhou (nabij Shanghai),  Saint Vincent en de Grenadines
- 2008 Ondertekening van de overname van de productie van chocolade van Morinaga Milk Industry Co., Ltd.,  Japan
- 2008 Opening van de Chocolate Academies in Suzhou (China), Zundert (Nederland), Mumbai ( India), Tsjechov ( Rusland) en Chicago ( Verenigde Staten)
- 2008 Verwerving van een 60%-aandeel in KL-Kepong Cocoa Producten in  Maleisië
- 2008 Verwerving van een 49%-aandeel in Biolands van  Tanzania
- 2008 Verkoop van Afrikaanse Consumer Business
- 2008 Opening van een specialiteit in de fabriek voor bevroren deeg in Alicante,  Spanje
- 2009 Opening van een chocoladefabriek in Monterrey,  Mexico
- 2009 Verkoop van Van Houten Singapur consumentenafdeling aan Hershey’s
- 2009 Overname van Deense automatenbedrijf Eurogran
- 2009 Overname van Spaanse chocolademaker Chocovic, N.V.
- 2010 Opening van een chocoladefabriek in Extrema,  Brazilië
- 2011 Ondertekening van langetermijn-outsourcing-overeenkomsten met Chocolates Turin,  Mexico
- 2011 Verwerving van resterende 40%-aandeel in Barry Callebaut Maleisië, voormalig KL-Kepong Cocoa Producten
- 2011 Uitbreiding van de bestaande supply– en innovatie-overeenkomst met Hershey
- 2011 Ondertekening van een lange termijn strategische samenwerking met Kraft Foods Inc.
- 2011 Verkoop van Europese Consumer Products (Stollwerck) aan Baronie[5]
- 2011 Joint venture met P.T. Comextra Majora om P.T. Barry Callebaut Comextra Indonesië te vormen
- 2012 Overname van la Morella nuts,  Spanje
- 2012 Overname van Mona Lisa Food Products, Inc., VS
- 2012 Lancering van “Cocoa Horizons” initiatief, gebaseerd op de strategische pijler “Duurzame Cacao”
- 2012 Aankoop Chatham vestiging van Batory Industries Company, Ontario,  Canada
- 2012 Ondertekening van langetermijn-outsourcing/samenwerkingsovereenkomsten met Unilever, Grupo Bimbo (Mexico) en Morinaga (Japan)
- 2013 Opening van een chocoladefabriek in Eskisehir, Turkije
- 2014 Koopt alle aandelen in Biolands Group, een belangrijke leveranciers van gecertificeerde cacaobonen actief in Oost en West-Afrika.
- 2014 Eerste fabriek in Chili gaat in productie
- 2016 Neemt de chocoladefabriek in Halle over van Mondelēz International
- 2019 Neemt Inforum over, een Russische producent van chocolade met zo'n 300 medewerkers